# Гваделупа

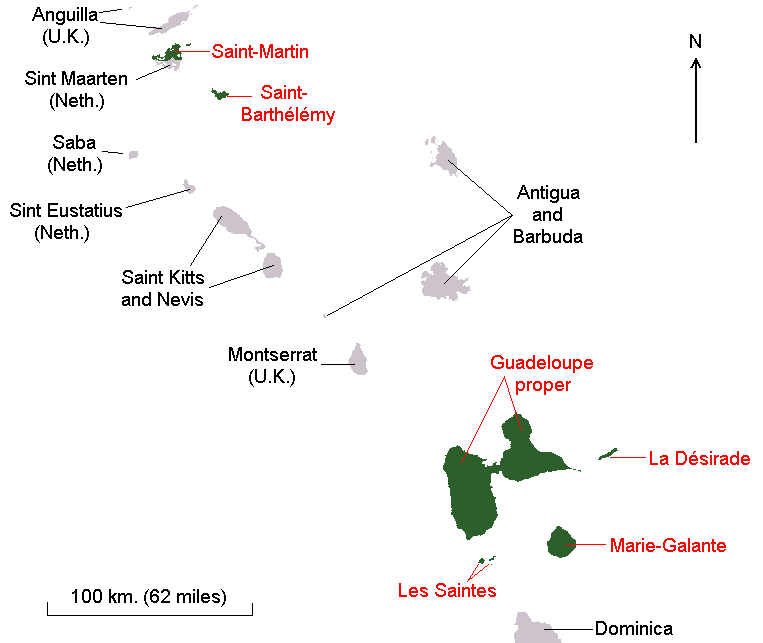
Карта заморского департамента Гваделупа до выделения из его состава заморских общин Сен-Бартельми и Сен-Мартен в феврале 2007 года

Гваделу́па (фр. Guadeloupe [ɡwadəˈlup], прослушатьо файле) — регион и одновременно заморский департамент (département d’outre-mer, или DOM) Франции в Вест-Индии, в восточной части Карибского моря, общей площадью 1628 км². В состав заморского департамента Гваделупа входят острова Бас-Тер и Гранд-Тер, разделённые узким проливом Ривьер-Сале (Rivière salée, «солёная речка»), известные также под общим названием «Гваделупа», (фр. Île de la Guadeloupe), а также мелкие острова Мари-Галант (фр. Marie-Galante), Ла-Дезирад (фр. La Désirade), Ле-Сент (фр. Îles des Saintes) и Петит-Тер (фр. Îles de la Petite Terre).
Население — 382 704 чел. (2019), главным образом негроидной расы и мулаты. Официальный язык — французский, религия — католицизм.
Департамент управляется префектом, назначаемым французским правительством, имеется выборный Генеральный совет (фр. Conseil general). Гваделупа представлена в парламенте Французской республики тремя депутатами и двумя сенаторами.
Административный центр — город Бас-Тер (фр. Basse-Terre). Вторым крупным городом является Пуэнт-а-Питр (фр. Pointe-à-Pitre).
- Валюта — евро (EUR, код 978).
- Часовой пояс — UTC−4.
- Телефонный код — 590.
- Интернет-домен — .gp
- Код ISO — GP

## География

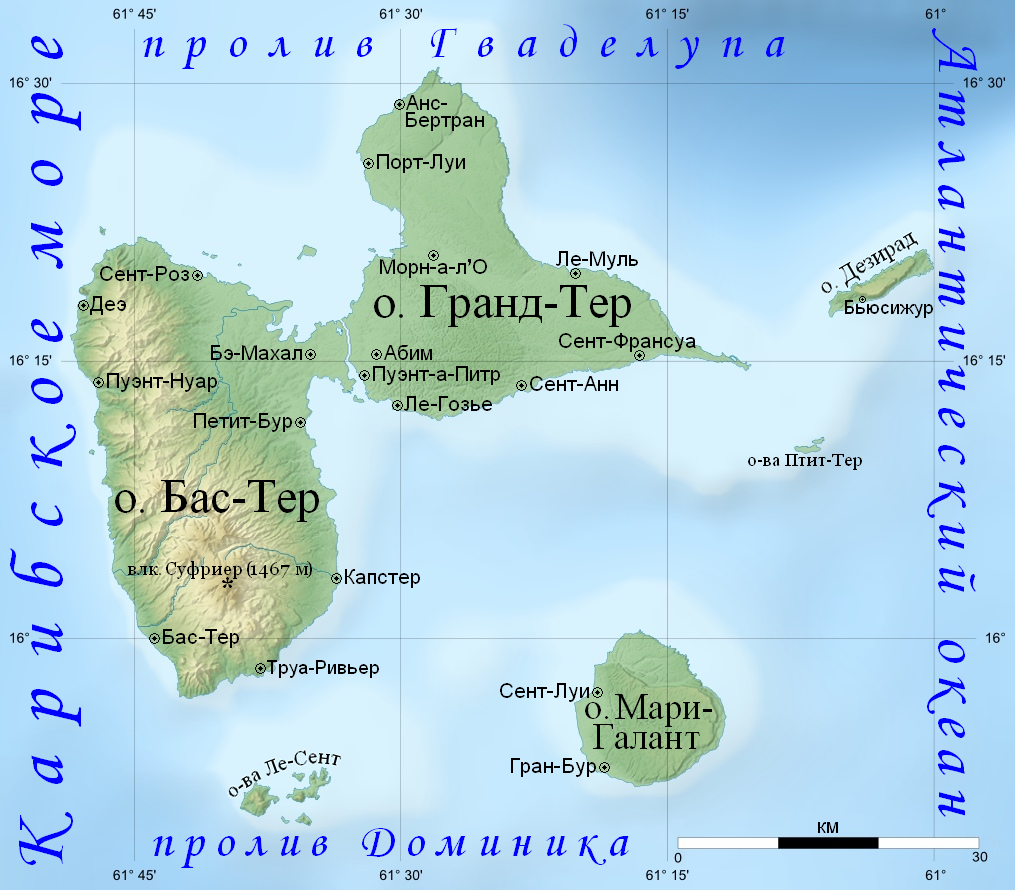
Физическая карта Гваделупы

Гваделупа состоит из двух примерно равных по площади островов, разделённых узким проливом Ривьер-Сале. Западная часть — Бас-Тер — в переводе с французского означает «нижняя» или «низкая земля». Тем не менее вопреки этому названию Бас-Тер горист, сложен вулканическими породами; на нём расположен действующий вулкан Суфриер (1467 м) — самая высокая точка Малых Антильских островов. Гранд-Тер представляет собой, наоборот, плато высотой лишь до 130 м, сложенное известняками и вулканическими туфами. Гваделупа весьма сейсмична, особенно Бас-Тер. Острова бедны полезными ископаемыми — есть лишь сырьё для производства стройматериалов и сера.
Климат Гваделупы — тропический пассатный. Характерны ровные температуры (24—27 °C) и значительное увлажнение (1500—2000 мм осадков в год). Дождливый сезон длится с июля по ноябрь. Иногда на остров в это время обрушиваются тропические ураганы. Несмотря на обильные осадки, на Гранд-Тере очень мало постоянных рек, так как вода уходит в трещины в известняке, зато на гористом Бас-Тере реки многочисленны и имеют быстрое течение. Дождевую воду на островах собирают в резервуары.

## Природа
Горы Бас-Тера покрыты влажнотропическими лесами. За колониальный период они сильно поредели от вырубок, но тем не менее продолжается заготовка леса на экспорт. На Гранд-Тере леса уже почти полностью вырублены.
Животный мир Гваделупы беден и представлен в основном птицами, ящерицами и мелкими грызунами. Единственный эндемичный вид птиц — гваделупский меланерпес. В 1880 году на Гваделупу были завезены мангусты — для уничтожения крыс, портивших посадки сахарного тростника. Мангусты быстро размножились, уничтожили большую часть крыс, но в то же время нанесли немалый урон фауне острова — птицам и мелким млекопитающим.
Морские воды вокруг Гваделупы богаты рыбой, ракообразными и моллюсками.
Существует большое количество водопадов, одни из самых знаменитых — водопады Карбет, расположенные на реке Гранд-Карбет.

## История
Гваделупа была населена с 300 года до н. э. индейским народом араваки, которые занимались рыболовством и сельским хозяйством.
В VIII веке затем остров заселили карибы, которые изгнали большую часть араваков и назвали остров Карукера, что означало Остров прекрасных вод.
Во время второго путешествия в Америку Христофор Колумб стал первым европейцем, ступившим на Гваделупу 4 ноября 1493 года. Он назвал его Санта-Мария Гваделупская Эстремадурская в честь испанского монастыря.
Населявшие остров воинственные карибы издавна имели репутацию каннибалов. В 1528 году здесь был убит и съеден известный мореплаватель Джованни да Верраццано.
Французы завладели островом в 1635 году и истребили множество карибов. Французы основали на Гваделупе плантации сахарного тростника, для работы на них были завезены негры-рабы из Африки.
Остров был официально объявлен собственностью французской короны в 1674 году.
В XVII—XVIII веках на Гваделупу несколько раз нападали британцы (в 1703, 1759, 1779, 1794, 1810 и 1815 годах).
В 1759 году им удалось захватить остров, но по Парижскому мирному договору 1763 года Гваделупа была возвращена Франции. О процветании и важности Гваделупы в то время свидетельствует тот факт, что по этому договору Франция отказывалась от территориальных притязаний в Канаде в ответ на признание Соединённым Королевством Гваделупы французским владением.
Пытаясь извлечь выгоду из неурядиц, возникших в связи с революцией во Франции, Британия предприняла попытку захватить остров в 1794 году и удерживала его с 21 апреля по 2 июня. Французы отбили остров под командованием комиссара Конвента Виктора Юга, который отменил рабство, вооружил негритянское население и изгнал англичан и рабовладельцев, контролировавших плантации сахарного тростника.
Гваделупа фактически оставалась независимой республикой до 1802 года. Но когда угроза американским владениям Франции со стороны англичан усилилась, Наполеон послал войска разгромить сепаратистов и восстановить рабство. Войска метрополии убили до 10 000 гваделупцев в процессе восстановления «порядка» на острове. Луи Дельгрес и отряд солдат революции покончили с собой в местечке Матуба на склонах вулкана Суфриер, когда стало ясно, что вторгшиеся войска возьмут под контроль весь остров.
В 1805 году на острове был введён в действие Французский гражданский кодекс.
4 февраля 1810 года британцы снова захватили остров.
3 марта 1813 года Гваделупа был передан Швеции. Швеция уже имела колонию в этом регионе — близлежащий остров Сен-Бартельми.
Швеция передала остров Франции по Парижскому договору 1814 года. Последующее соглашение между Швецией и Британией положило начало Гваделупскому фонду.
Во время Ста дней в 1815 году остров уже вновь был собственностью Франции. Только что присланный королём Людовиком XVIII губернатор, адмирал Линуа, неожиданно поддержал Наполеона, из-за чего англичане высадились на острове ещё раз. Несмотря на это, французский контроль над Гваделупой был окончательно признан Венским конгрессом в том же году.
Парижским договором 1816 года французский контроль был окончательно закреплён.
Рабство на острове было отменено в 1848 году.
Господство колонизаторов привело к одностороннему развитию экономики Гваделупы: развивались только отрасли сельского хозяйства, рассчитанные на экспорт (сахарный тростник, бананы, кофе, какао). В конце XIX века был построен ряд промышленных предприятий по переработке сельскохозяйственных продуктов.
В 1946 году Гваделупа получила статус «заморского департамента Франции».
До 22 февраля 2007 года в состав заморского департамента Гваделупа также входили остров Сен-Бартельми и северная часть острова Святого Мартина (южная принадлежит Нидерландам). После их территории образовали отдельные заморские общины в составе Франции — Сен-Бартельми и Сен-Мартен.
В январе 2009 года на Гваделупе произошли массовые беспорядки, позже перекинувшиеся на Мартинику.

## Административно-территориальное деление

Административное деление Гваделупы

Французский департамент Гваделупа в настоящее время состоит из 2 округов:
- Бас-Тер, в состав которого входят 17 кантонов и 18 коммун. Численность населения округа Бас-Тер равна 192 492 человек[5] (на 2011 год).
- Пуэнт-а-Питр, в состав которого входят 23 кантона и 14 коммун. Численность населения округа Пуэнт-а-Питр - 212 143 человека (на 2011 год).

В состав Гваделупы входил и ещё один, третий округ — Сен-Мартен-Сен-Бартелеми, состоящий из 3 кантонов и 2 коммун, с числом жителей 35 930 человек (на 2006 год). Впрочем, 22 февраля 2007 года этот округ проголосовал за выход из состава Гваделупы.

## Население
Численность населения — 404 635 человек (перепись 2011 года).
Этно-расовый состав: чернокожие и мулаты — 90 %, белые — 5 %, другие (индийцы, арабы, китайцы и проч.) — 5 %.
Религии: католики — 95 %, свидетели Иеговы — 2 %, есть индуисты, приверженцы африканских культов, протестанты.

## Экономика

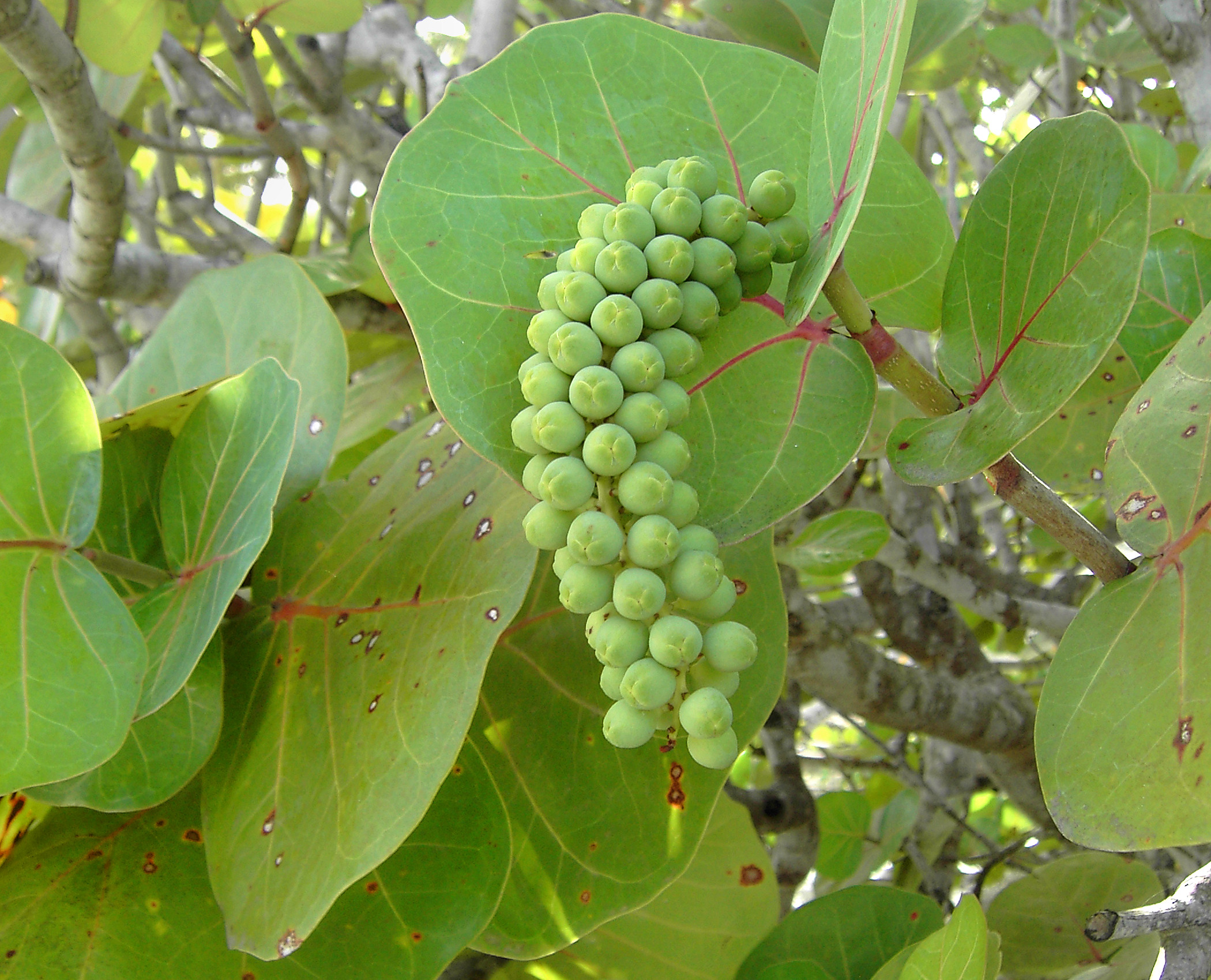
Морской виноград (Coccoloba uvifera), Гваделупа

Гваделупа — отсталый департамент Франции преимущественно аграрного типа. Обрабатывается 27 % территории, под пастбищами и лугами 10 %, под лесами 31 %, под прочими землями 32 %.
Основные экспортные сельскохозяйственные культуры: сахарный тростник (25 тысяч га, 162 тысячи тонн сахара-сырца), бананы (8 тысяч га, 180 тысяч тонн), кофе, какао.
Возделываются также ваниль, цитрусовые. Разводят крупный рогатый скот, коз, свиней. Рыболовство. Переработка сельскохозяйственной продукции, главным образом производство сахара и рома.
Около 2 тысяч км автодорог.
Основной торгово-промышленный центр и порт — город Пуэнт-а-Питр. Экспорт бананов, сахара, рома; импорт горючего, оборудования, сырья, транспортных средств.
Денежная единица — евро.

## Просвещение
Система образования Гваделупы построена на основе французского законодательства. Обучение ведётся на французском языке. В начальную школу принимаются дети в возрасте 6 лет. Начальная школа с 5-летним сроком обучения считается обязательной. Срок обучения в полной средней школе (лицее) — 7 лет, в неполной (колледже) — 4 года. В Гваделупе частично расположен Университет Антильских островов и Гвианы.

## Культура
В январе-феврале на Гваделупе проходит ежегодный карнавал. Его особенностью является наличие двух видов карнавальных групп: тяготеющих к европейской традиции карнавалов и наследующих африканскую культуру.
История Гваделупы нашла отражение в романах кубинца Алехо Карпентьера «Век просвещения», голландца Тёйна де Фриса «Свобода шествует в красном одеянии», повести немецкой писательницы Анны Зегерс «На Гваделупу вернулось рабство». На русский язык переведена книга Симоны Шварц-Барт «Жан-Малыш с острова Гваделупа», написанная по мотивам местного фольклора.
Из Гваделупы происходит лауреат Нобелевской премии Сен-Жон Перс. Можно упомянуть поэта Поля Нигера, полемизировавшего с концепцией негритюда Леопольда Сенгора.

## Региональный совет Гваделупы

Логотип регионального совета Гваделупы

С 1981 по 1982 годы президентом совета являлся Марсель Эдра. С 1982 по 1983 годы президентом совета являлся Марсель Гаргар. С 2004 по 2012 и с 2014 по 2015 год — Викторен Люрель (СП), с 2012 по 2014 год — Жозетт Борель-Линсертен.